# Franz Brentano
Franz Clemens Honoratus Hermann Brentano (Boppard, 16 de enero de 1838 - Zúrich, 17 de marzo de 1917) fue un filósofo, psicólogo y sacerdote secularizado alemán, hermano del economista y reformador social Lujo Brentano y sobrino del poeta y novelista alemán Clemens Brentano y de su hermana Bettina von Arnim. Discípulo de Bernard Bolzano, defendió la tesis de la intencionalidad como rasgo característico de los fenómenos psicológicos (a diferencia de los fenómenos físicos), dando lugar a la llamada «escuela austriaca de la psicología del acto», en la que se encuadran psicólogos como Alexius Meinong o Christian von Ehrenfels, precursor de las «Gestalten» –que serían posteriormente tematizadas por los psicólogos de la Gestalt–. En sentido más amplio, se habla de la «escuela de Brentano» para referirse al numeroso grupo de intelectuales que recibieron el influjo de Franz Brentano y que dan lugar a nuevas escuelas, entre los que se cuentan Edmund Husserl (fenomenología), Sigmund Freud (psicoanálisis) o Rudolf Steiner (antroposofía).

## Biografía
Nació en Kloster Marienberg, cerca de Boppard, ciudad de Prusia —en la actualidad a Renania-Palatinado—. Realizó estudios filosóficos, teológicos y eclesiásticos en las universidades de Múnich, Wurzburgo, Berlín —con Friedrich Adolf Trendelenburg— y Münster y se doctoró en 1862. 
Desde entonces ya mostraba una peculiar e independiente interpretación de Aristóteles. En la tesis doctoral Sobre la múltiple significación del ente en Aristóteles [Von der mannigfachen Bedeutung des Seienden nach Aristoteles], (Friburgo, Herder, 1862), dedicada a su maestro Bolzano, reconstruyó la doctrina de las cuatro determinaciones básicas del ente.
Enseñó en la Universidad de Viena, donde ejerció mucha y positiva influencia sobre alumnos como Sigmund Freud, Carl Stumpf, Edmund Husserl, Kazimierz Twardowski, Alexius Meinong y Christian von Ehrenfels. 
Se ordenó sacerdote católico en 1864, pero cuando el Concilio Vaticano I (1870) declaró la infalibilidad papal como dogma, abandonó los hábitos y contrajo matrimonio en Leipzig. Estuvo también vinculado a la bávara Universidad de Wurzburgo, en la que fue contratado como profesor en 1872, puesto al que renunció más tarde. En Viena publicó su obra más relevante: Psicología desde el punto de vista empírico. Corría 1874 y Wundt también publicó, influido por Kant, sus Fundamentos de Psicología Fisiológica, creadores de la «Psicología de la conciencia» por medio de la observación de la experiencia. Brentano investigó las cuestiones metafísicas mediante un análisis lógico-lingüístico, con lo que se distinguió tanto de los empiristas ingleses como del kantismo académico. Sus estudios en el campo de la psicología introdujeron el concepto de «intencionalidad», que tendría una influencia directa en Husserl, según el cual los fenómenos de la conciencia se distinguen por tener un contenido, es decir, por «referirse» a algún objeto. Definió a su vez la «existencia intencional», que corresponde, por ejemplo, a los colores o los sonidos.
Brentano partía de unos principios aristotélicos desarrollados durante el medievo, desechando el producto cartesiano del «Camino de la Idea», ya que esto ofrecía una concepción ingenua y metafísica de la experiencia reflejada en la mente. Brentano concluía que la mente se compone de actos mentales que se dirigen a objetos con significados externos a la mente misma, no siendo una situación compleja de agregados mentales formados por elementos sensoriales. Para él la mente no era un mundo mental conectado accidentalmente a la realidad, sino el medio a través del cual el organismo capta de manera activa la realidad que nos rodea. Su denominada «Psicología del acto», convertida en Fenomenología, dio un gran impulso a la Psicología Cognitiva describiendo la conciencia en lugar de analizándola y dividiéndola en partes. La Fenomenología continuaría siendo desarrollada por Edmund Husserl (1859-1938): creador del método fenomenológico, Max Scheler (1874-1928): ampliando la fenomenología al ámbito de la ética y los valores como sus objetos intencionales, Martin Heidegger (1889-1976)  y Maurice Merleau-Ponty (1908-1961), e influyó en el existencialismo de Jean-Paul Sartre (1905-1980).
Aparte de la ya citada Psicología desde el punto de vista empírico, otras obras importantes suyas son El origen del conocimiento moral y Las cuatro fases de la Filosofía.
Franz Brentano es considerado el principal representante alemán del Realismo en Psicología. Sus ideas confluyeron en la Fenomenología, junto con el Neorrealismo en Filosofía y en el movimiento de la Gestalt en Psicología.

## Obras originales
- Aristoteles und seine Weltanschauung. Philosophische Bibliothek, vol. 303. Meiner, Hamburgo 1977, ISBN 978-3-7873-0401-1.
- Aristoteles und seine Weltanschauung. Leipzig 1911
- Aristoteles’ Lehre vom Ursprung des menschlichen Geistes. Leipzig 1911
- Das Genie. Vortrag gehalten im Saale des Ingenieur- und Architektenvereins in Wien. Ed. Duncker & Humblot. Leipzig 1892
- Das Schlechte als Gegenstand dichterischer Darstellung. Vortrag, gehalten in der Gesellschaft der Litteraturfreunde zu Wien. Ed. Duncker & Humblot. Leipzig 1892
- Die Abkehr vom Nichtrealen. Briefe und Abhandlungen aus dem Nachlaß. Philosophische Bibliothek, vol. 314. Meiner, Hamburgo 1966, ISBN 978-3-7873-0432-5.
- Die Psychologie des Aristoteles, insbesondere seine Lehre vom nous poietikos. Ed. Franz Kirchheim. Maguncia 1867
- Die vier Phasen der Philosophie und ihr augenblicklicher Stand. Stuttgart 1895.
- Geschichte der griechischen Philosophie. Ed. Franziska Meyer-Hillebrand. 2., verbesserte Aufl. Philosophische Bibliothek, Band 313. Meiner, Hamburg 1988, ISBN 978-3-7873-0694-7.
- Geschichte der Philosophie der Neuzeit. Ed. Klaus Hedwig. Philosophische Bibliothek, vol. 359. Meiner, Hamburgo 1987, ISBN 978-3-7873-0678-7
- Grundzüge der Ästhetik. Hrsg. von Franziska Mayer-Hillebrand. 2ª ed. Philosophische Bibliothek, vol. 312. Meiner, Hamburg 1988, ISBN 978-3-7873-0738-8.
- Kategorienlehre. Ed. de Alfred Kastil. Philosophische Bibliothek, vol. 203. Meiner, Hamburgo 1985, ISBN 978-3-7873-0011-2.
- Meine letzten Wünsche für Österreich. In: Neue Freie Presse, 2/5/8 de diciembre de 1894
- Neue Räthsel. (publicada bajo el seudónimo Aenigmatias). Ed. Gerold's Sohn. Viena 1879
- Philosophische Untersuchungen zu Raum, Zeit und Kontinuum. Ed. e introducido por Stephan Körner y Roderick M. Chisholm. Philosophische Bibliothek, vol. 293. Meiner, Hamburgo 1976, ISBN 978-3-7873-0356-4
- Psychologie vom empirischen Standpunkt. Leipzig 1874, nueva edición 1911. Wiederauflage bei Ontos, ISBN 978-3-938793-41-1
- Über Aristoteles. Ed. Rolf George. Philosophische Bibliothek, vol. 378. Meiner, Hamburgo 1986, ISBN 978-3-7873-0631-2
- Über die Zukunft der Philosophie. ed. Meinner, Hölder, Viena 1893
- Ueber die Gründe der Entmuthigung auf philosophischem Gebiete. Ein Vortrag gehalten beim Antritte der philosophischen Professur an der k.k. Hochschule zu Wien. Ed. Braumüller. Viena 1874
- Untersuchungen zur Sinnesphysiologie. Eds. Roderick M. Chisholm y Reinhard Fabian. 2ª ed. Philosophische Bibliothek vol. 315. Meiner, Hamburgo 1979, ISBN 978-3-7873-0444-8
- Untersuchungen zur Sinnespsychologie. Leipzig 1907
- Von der Klassifikation der psychischen Phänomene, Leipzig, Duncker & Humblot, 1911
- Vom Dasein Gottes. Editado con introducción y notas de Alfred Kastil. Philosophische Bibliothek, vol. 210. Meiner, Hamburgo 1929, reimpreso 1968
- Vom Ursprung sittlicher Erkenntnis. Ed. Duncker & Humblot. Leipzig 1889
- Von der mannigfachen Bedeutung des Seienden nach Aristoteles. Ed. Herder. Freiburg im Breisgau 1862
- Was für ein Philosoph manchmal Epoche macht. Viena, Pest u. Leipzig 1876
- Wahrheit und Evidenz, ed. O. Kraus, Leipzig, Meiner, 1930, reimpr. Hamburgo, Meiner, 1974